# ...From the Pagan Vastlands
...From the Pagan Vastlands – trzecie demo nagrane przez grupę muzyczną Behemoth w Gdańskim Warrior Studio z pomocą Krisa Maszoty. Wydane w 1994 roku w Polsce przez Pagan Records na kasecie magnetofonowej. Na płycie CD nagrania zostały wydane tego samego roku przez firmę Nazgul's Eyrie Productions. W Stanach Zjednoczonych wydawnictwo ukazało się w 1995 roku nakładem Wild Rags Records. W 2011 roku na podstawie pomysłu Bartłomieja Krysiuka ukazała się reedycja dema na kasecie magnetofonowej oraz na płycie gramofonowej i kompaktowej. Nagrania wydała należąca do Krysiuka firma Witching Hour Productions.
Demo w wersji przedprodukcyjnej ukazało się 29 stycznia 2015 roku nakładem Witching Hour Productions pt. Adv....From the Pagan Vastlands. 

## Lista utworów
Opracowano na podstawie materiału źródłowego.
| Nr | Tytuł utworu                      | Słowa         | Muzyka      | Długość |
| -- | --------------------------------- | ------------- | ----------- | ------- |
| 1. | „From Hornedlands to Lindesfarne” | Adam Darski   | Adam Darski | 6:06    |
| 2. | „Thy Winter Kingdom”              | Adam Muraszko | Adam Darski | 5:26    |
| 3. | „Summoning (Of the Ancient Ones)” | Adam Muraszko | Adam Darski | 5:02    |
| 4. | „The Dance of the Pagan Flames”   | Adam Darski   | Adam Darski | 4:07    |
| 5. | „Blackvisions of the Almighty”    | Adam Darski   | Adam Darski | 5:00    |
| 6. | „Fields of Haar-Meggido”          | Adam Muraszko | Adam Darski | 6:42    |
| 7. | „Deathcrush (cover Mayhem)”       |               |             | 3:25    |
|    |                                   |               |             | 35:48   |

## Twórcy
Opracowano na podstawie materiału źródłowego.
| Zespół Behemoth w składzie - Adam "Nergal" Darski – śpiew, gitara, gitara basowa - Adam "Baal" Muraszko – perkusja - Rafał "Frost" Brauer – gitara Dodatkowi muzycy - Robert "Rob Darken" Fudali – instrumenty klawiszowe - Sławomir "Baeon von Orcus/S.K." Kolasa – gitara basowa, projekt okładki - Cezary Morawski – instrumenty klawiszowe |  | Produkcja - Tomasz Krajewski – okładka, oprawa graficzna - Artur Lech – oprawa graficzna - Krzysztof "Kris" Maszota – inżynieria dźwięku |

## Wydania
| Rok  | Nr katalogowy | Format                  | Wytwórnia                  | Region            | Źródło |
| ---- | ------------- | ----------------------- | -------------------------- | ----------------- | ------ |
| 1994 | MOON 005      | kaseta kompaktowa       | Pagan Records              | Polska            | [ 6 ]  |
| 1994 | N.E.P.002     | płyta kompaktowa        | Nazgul's Eyrie Productions | Europa            | [ 6 ]  |
| 1995 | WRR-056       | płyta kompaktowa        | Wild Rags Records          | Stany Zjednoczone | [ 6 ]  |
| 2011 | EVIL 020 LP   | płyta winylowa          | Witching Hour Productions  | Świat             | [ 3 ]  |
| 2011 | EVIL 031 CD   | płyta kompaktowa LTD DG | Witching Hour Productions  | Świat             | [ 3 ]  |
| 2011 | EVIL 002 MC   | kaseta kompaktowa       | Witching Hour Productions  | Świat             | [ 3 ]  |